# Changement climatique au Cameroun
Le changement climatique au Cameroun est une réalité qui affecte le développement du Cameroun, tout comme pour les autres pays de l'Afrique et du monde. 

## Contexte
Les autorités gouvernementales et les partenaires au développement œuvrent ensemble dans l'optique de réduire de manière significative les impacts du changement climatique. Les aspects négatifs les plus redoutés sont les risques de catastrophe d'origine climatique. 

## Effets néfastes

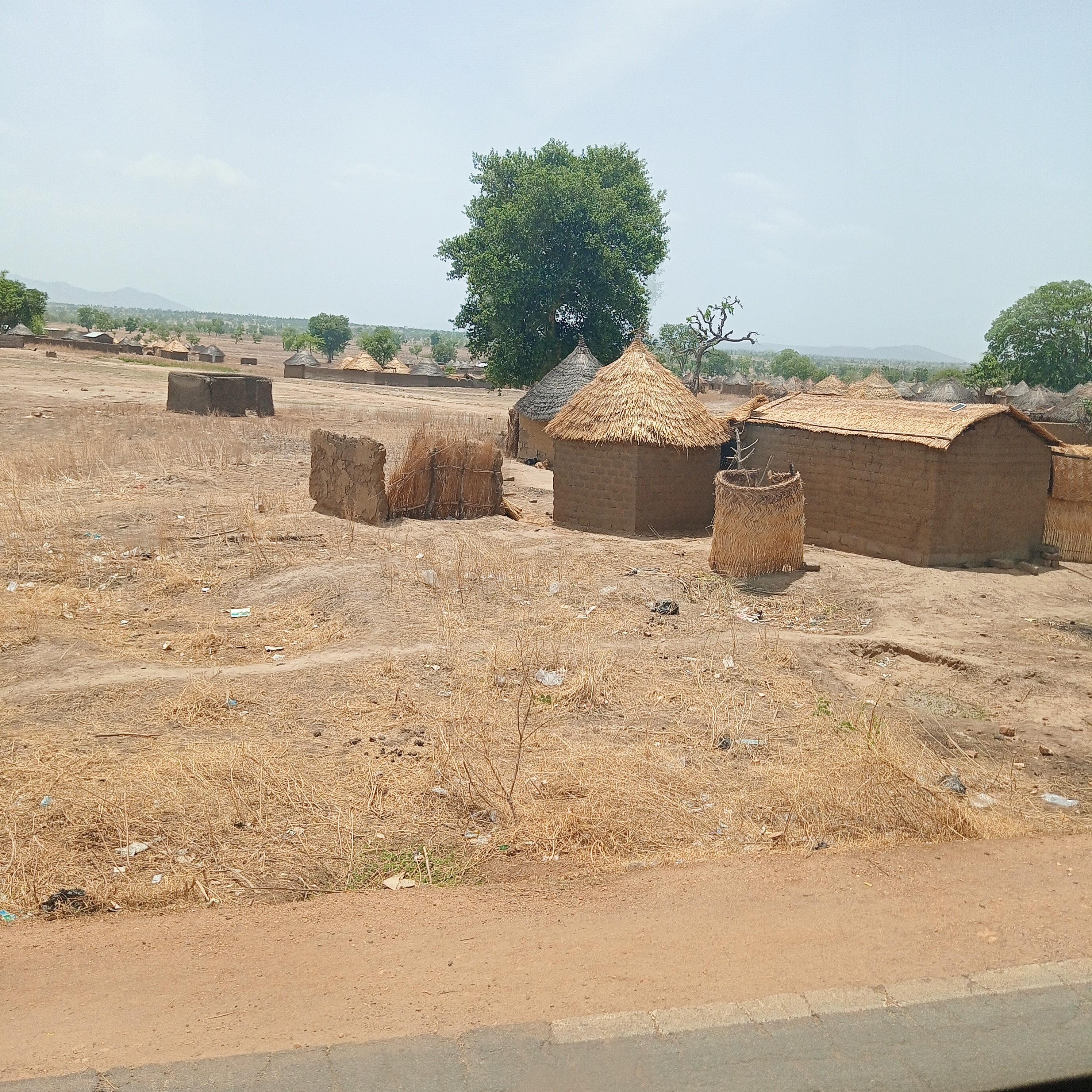

Le changement climatique peut être à l'origine de la baisse en production agricole, la raréfaction des pâturages, le développement des maladies liées à l'eau et aux grandes chaleurs, l'occurrence des situations météorologiques extrêmes telle que la sécheresse et les inondations et même la multiplication des conflits des communautés en quête des bien vitaux,.

## Impacts

### Impact sur l’environnement naturel
Au Cameroun, dans la zone soudano-sahélienne, il existe une hausse constante de la température. Ce dérèglement climatique provoque une baisse de la pluviométrie et l'avancée du désert. Ainsi, dans la Commune du Logone-Birni, les terres agricoles se dégradent en raison du faible accès à l'eau. De nombreuses rivières et des étangs saisonniers sont secs ou en voie d'assèchement.

### Impact sur les personnes
Dans la Région de l'Extrême-Nord, cette baisse des réserves d'eau est à l'origine de conflits violents entre les éleveurs arabes Choa et les pêcheurs et agriculteurs Mousgoum. Du fait de ces tensions pour l'accès aux ressources en eau, selon le HCR, l'agence des Nations unies pour les réfugiés, plus de 30 000 personnes sont réfugiés au Tchad.
Dans l'arrondissement de Batcham (Ouest Cameroun), les conflits de genre existent dans l'agriculture paysanne. En effet, l'imprévisibilité du cycle des pluies entraîne des rivalités entre les agricultrices et les vignerons qui exploitent les palmiers-raphias pour la production de vin de palme. Ainsi, des conflits fonciers naissent entre les hommes exploitant les palmiers-raphias et les femmes. Ceci en raison du fait que les femmes désirent exploiter les bas-fonds marécageux où abondent les palmiers-raphias pour leurs activités agropastorales d'une part.

## Atténuation et adaptation
En la matière, il existe un Plan national d’adaptation aux changements climatiques du Cameroun.

## Politiques et législation du gouvernement
Paul Biya, président de la République du Cameroun annonce la mise sur pied d'un Observatoire National des Changements Climatiques (ONACC)  lors de la 13ᵉ Conférence des Parties (COP) à la Conférence des Nations Unies sur les Changements Climatiques. Le décret N°2009/410 du 10 décembre 2009 porte création, organisation et fonctionnement de l’Observatoire National des Changements Climatiques. Cette institution rentre dans la même ligne d'action que le Groupe International d’Experts sur le Climat (GIEC),mis en place en 1988. Cet organisme international étudie et évalue les connaissances scientifiques ainsi que les causes et les répercussions climatiques.

### Politique énergétique
En 2021, le gouvernement camerounais décide de diminuer le taux d'émissions de gaz à effet de serre de 35% d'ici 2030.